# Grudziądz
Grudziądz (tyska och svenska: Graudenz) är en stad i norra Polen med 100 787 invånare (2000). Staden är belägen i Kujavien-Pommerns vojvodskap (sedan 1999), och tillhörde tidigare Toruń vojvodskap (1975–1998).

## Historia
Grudziądz omnämns i skriftliga handlingar första gången 1222, (då kallad Graudenc,[källa behövs]) fick stadsrättigheter 1291 och gick med i den preussiska konfederationen 1440.
Graudenz var förr befäst och erövrades 1655 av den svenske kungen Karl X Gustav, varefter försvarsverken från 1656 förstärktes efter ritning av generalkvartermästaren Johan Gorries von Gorgas. Den 21 augusti 1659 intogs dock Grudziądz med storm av de allierade.
Mellan 1466 och 1772 tillhörde staden polsk-litauiska samväldet som en del av provinsen Prusy Królewskie, tillföll därefter Preussen. Under preussiskt styre tillhörde staden regeringsområdet Marienwerder i Västpreussen.
Den 1772–1776 anlagda fästningen försvarades 1807 av Wilhelm René de l'Homme de Courbière mot fransmännen.
1919 återgick staden till Polen.

### Befolkningsutveckling
| 1880 |  | 17 321  |
| 1905 |  | 35 958  |
| 1980 |  | 90 000  |
| 1990 |  | 102 300 |
| 1995 |  | 102 900 |
| 1999 |  | 102 434 |
| 2000 |  | 100 787 |
| 2006 |  | 99 578  |

## Personligheter
- Johann Stobäus (1580–1646), kompositör
- Karl Rudolf von Ollech (1811–1884), general
- Alfred Wohl (1863–1939), kemist
- Johannes Gronowski (1874–1958), politiker
- Ernst Hardt (1876–1947), författare
- Erich Basarke (1878–1941), arkitekt
- Erwin Levy (1907–1991), psykolog
- Uwe Holtz (född 1944), politisk forskare
- Gerhard Witting, operasångare